# Roxane Turcotte
Pour les articles homonymes, voir Turcotte.
Roxane Turcotte, née le 4 juillet 1952 à Montréal, est une auteure de littérature d'enfance et de jeunesse québécoise habitant les Laurentides. Elle compte plus d'une cinquantaine d'ouvrages chez des éditeurs agréés dans le milieu littéraire du Québec.
Elle est récipiendaire du Prix Ambassadeur 2021 et du Prix d'Excellence en français Gaston-Miron 2017 des Grands prix de Culture Laurentides.

## Biographie
Roxane Turcotte est finissante de l'Université de Montréal en histoire de l'art et en sciences de l'éducation. Enseignante de français et conseillère pédagogique à la Commission scolaire de Montréal, elle est nommée en 2006 au prix Bravo pour avoir intégré la littérature jeunesse à son enseignement auprès d'adultes allophone et en alphabétisation, ainsi que pour avoir été aux premières heures du conte en pyjama dans les écoles montréalaises.
En 2006, elle publie son premier roman jeunesse, Le vol de la corneille, aux éditions Loup de Gouttière. Elle a depuis publié plus d'une cinquantaine de livres jeunesse. 

## Publications
Roxane Turcotte est, entre autres, l'auteure de la série populaire auprès des 7-10 ans, Les enquêtes d'Esther et Ben dont sept titres sont parus entre 2020 et 2024 chez Auzou Canada. Quatre titres ont été publiés dans la collection Les Grands Maitres (Dominique et compagnie 2018-2021) et trois ouvrages de la collection Frissons ont fait l'objet d'un recueil, Les peurs de Jules (Héritage jeunesse 2024). 
Trois de ses parutions, Le sablier de Papijo, Le Noël de Casse-Noisette, Espions au Parlement, sont parus en anglais en 2024 sous les titres respectifs The Sun Never Hurries, Nutcracker Magical Christmas et Spies on Parliament Hill.

## Distinctions
- Prix Tamarac 2018 et Peuplier 2020 de la Forêt de la lecture de Toronto pour Ses albums, Éloi et le cheval de joie[3],[4] et Bilou et la libraire du tonnerre[5]
- Sélection Francophonie du prix Saint-Exupéry 2019 pour Bilou et la libraire du tonnerre
- Le sablier de Papijo est finaliste au prix Elizabeth Mrazik Cleaver 2023 de IBBY Canada[6] et au Prix des Enseignants de français du Québec 2023[7].